# 나의 여름방학
나의 여름방학(ぼくのなつやすみ)은 밀레니엄 키친에서 개발하고 아야베 카즈가 감독, 각본 및 디자인한 어드벤처 비디오 게임이다. 이 게임은 소니 컴퓨터 엔터테인먼트에서 퍼블리싱했으며 2000년 6월 22일 플레이스테이션을 통해 일본에서 출시되었다. 이 게임은 1975년 8월 확장된 집에 머물도록 보내진 도시에 거주하는 9세 소년 보쿠의 여름 휴가를 따르다. 한 달 동안 일본 시골에 있는 가족. 게임 플레이는 플레이어가 보쿠가 여름 휴가 중 게임 내에서 31일을 어떻게 보내는지 자유롭게 결정할 수 있는 개방형 환경에서 진행되며, 정해진 목표나 게임 플레이 진행에 대해 수행해야 하는 특정 의무는 거의 없다.
나의 여름방학의 개발은 아야베가 밀레니엄 키친을 설립하기 위해 비디오 게임 기획 회사 K아이디어(K-Idea)에서 자리를 떠난 직후인 1997년에 시작되었다. 아야베는 부분적으로 어린 시절 여름 휴가를 친척의 시골 집으로 보낸 "향수어린 모험"으로 게임을 생각했다. 이 게임은 일러스트레이터 우에다 미네코의 캐릭터 디자인과 애니메이션 스튜디오 쿠사나기의 배경 작업을 특징으로 한다. 시각 스타일은 우에다의 만화 같은 3차원 캐릭터 모델이 미리 렌더링되고 손으로 칠해진 2차원 배경과 병치되는 것이 특징이다.
나의 여름방학은 시각 스타일, 향수를 불러일으키는 분위기, 아트 디렉션으로 출시 당시 찬사를 받았지만 비평가들은 개방형 야망이 플레이스테이션 플랫폼의 기술적 한계로 인해 방해받았다고 지적했다. 일본 이외의 지역에서는 공식적으로 발매된 적이 없음에도 불구하고 국내외를 막론하고 컬트적인 반응을 얻었다.

## 같이 보기
- 크레용 신짱 나와 박사의 여름방학~끝나지 않는 7일간의 여행~